# Progresista excepto Palestina
Progresista excepto Palestina (también conocido como PEP, alternativamente escrito como progresista excepto por Palestina) es una frase que se refiere a organizaciones o individuos que se describen políticamente como progresistas, liberales o de izquierda pero que no expresan sentimientos pro palestinos ni hacen comentarios sobre el conflicto israelí-palestino. Los defensores pro palestinos consideran esta indiferencia como un tipo de hipocresía y un ejemplo de antipalestinismo, mientras que los críticos de la frase lo consideran antiisraelí y una difamación contra aquellos izquierdistas que son sionistas o pro israelíes.

## Descripción
Ruqaiyah Zarook, que escribe para Current Affairs, dice que, si bien el uso de la frase es reciente, los críticos de los sionistas de izquierda sostienen que el fenómeno existe desde hace décadas. Menciona a Jean-Paul Sartre y Michel Foucault como ejemplos tempranos de este fenómeno, y señala su falta de simpatía pública por los palestinos. Describe al académico palestino Edward Said como uno de los primeros críticos del silencio de Sartre sobre el caso de Palestina.
En septiembre de 2022, Rashida Tlaib escribió en un foro en línea: «Quiero que todos sepan que entre los progresistas ha quedado claro que no se puede afirmar que se tienen valores progresistas y, al mismo tiempo, apoyar al gobierno del apartheid de Israel, y seguiremos resistiendo y no aceptaremos que seamos progresistas, salvo en lo que respecta a Palestina». Varios políticos demócratas y líderes judíos criticaron la postura, algunos de ellos calificando el comentario de antisemita.